# 美郷町ラベンダー園

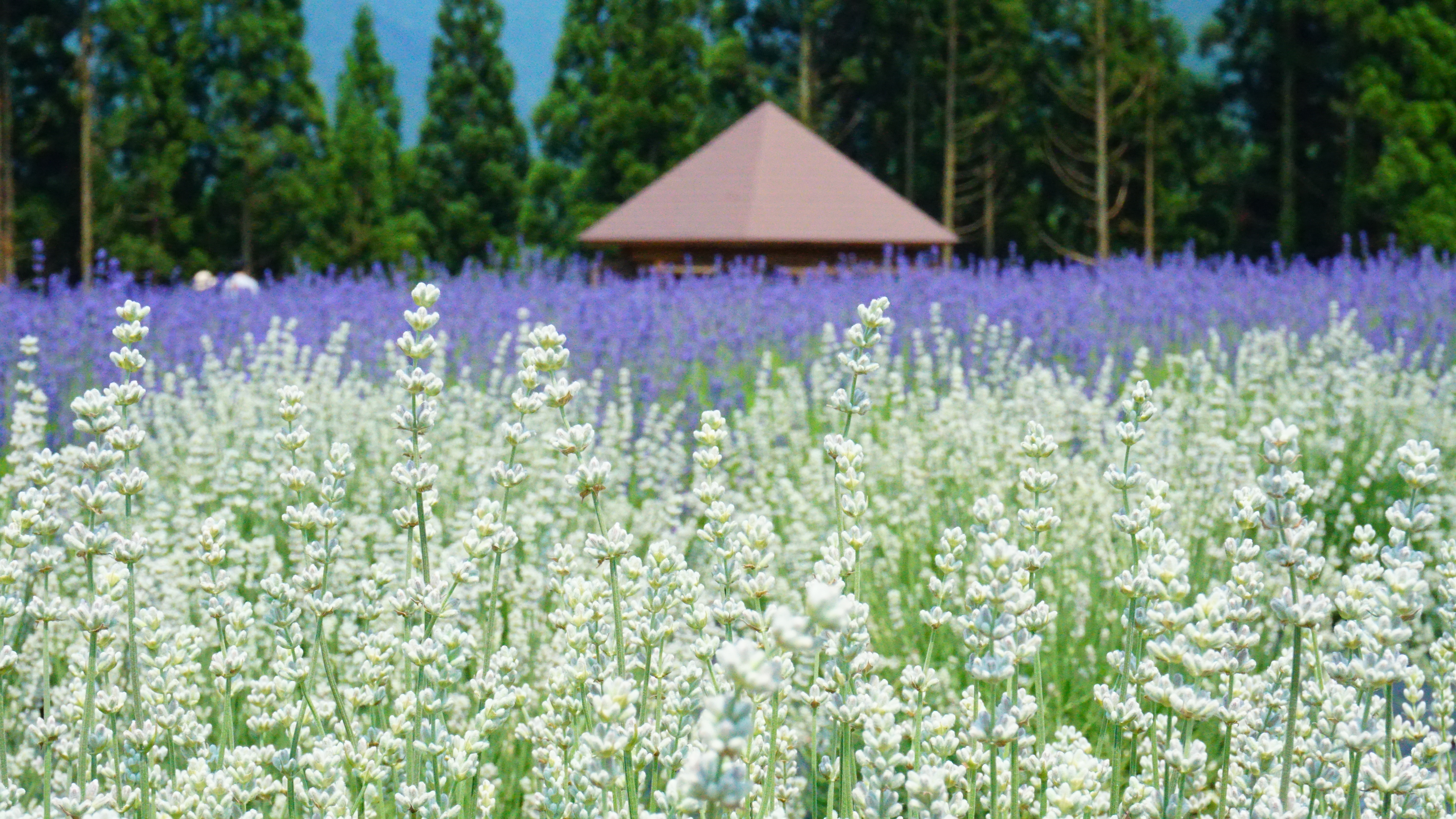
美郷町ラベンダー園。手前の白いラベンダーは当地作出品種の「美郷雪華」

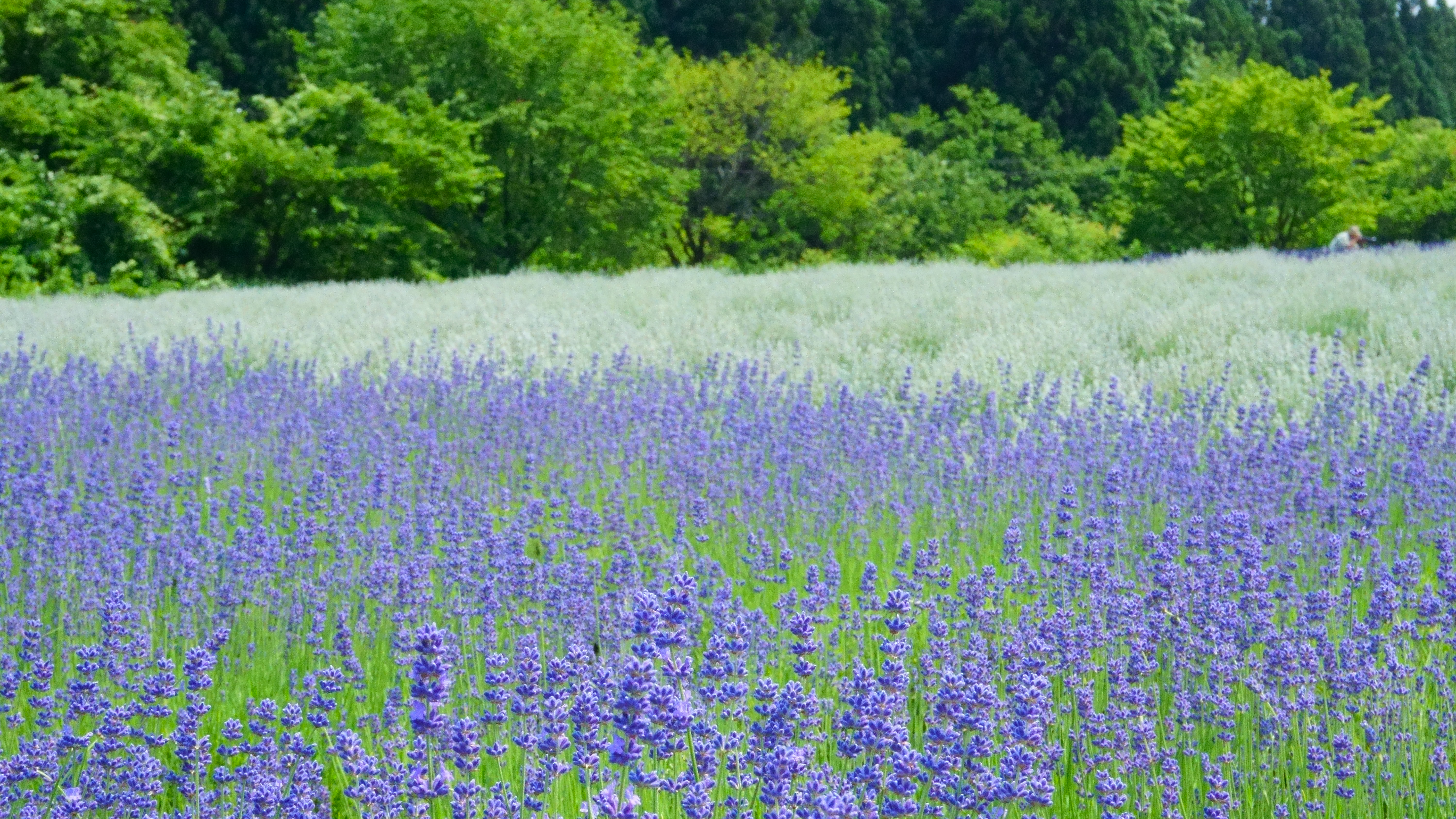
美郷町ラベンダー園にて（秋田県仙北郡）

美郷町ラベンダー園（みさとちょうラベンダーえん）とは、秋田県仙北郡美郷町千屋字大台野に所在する植物公園で、初夏にはラベンダーが楽しめる。毎年、6月中旬から7月上旬にかけ「ラベンダーまつり」が開催され、案内所が開設されるほか軽食や飲料を販売する店舗が出店する。

## 概要
美郷町北部の丘陵地に位置し、約2ヘクタールの園内には、およそ2万株のラベンダーが植えられている。植栽されるラベンダーの種類は、美郷町固有品種である美郷雪華をはじめとして、早咲3号、サキガケ、オカムラサキ、ナナ成沢、ラベンダーについて連携協力協定を締結している、北海道中富良野町から提供を受けた濃紫早咲などである。
千畑のラベンダーは、1988年（昭和63年）、千畑町（当時）がふるさと創生事業の一環として9品種3,000本のラベンダーの苗を町内7箇所で試験栽培したのが始まりであり、1991年（平成3年）秋には約1ヘクタールの栽培畑を大台野の現在地に造成し、翌1992年（平成4年）春にはオカムラサキを主として1万5,000株が同地に植栽された。その割合はオカムラサキ80%、ヘディテート15%、サキガケ5%であった。
一般公開は1993年（平成5年）より始まり、1997年（平成9年）には栽培畑を新しく30アール造成し、新たに約3,000株を植栽している。現在の規模・植栽数となったのは、2003年（平成15年）からである。
2020年に当園を含む秋田県県南が豪雨により、ラベンダー園内の表土が流出し、水に弱いラベンダーも根腐れを起こし、ラベンダー園内のラベンダー約半数にあたる1万株が死滅した。町では約7千万円を投じ、暗渠や明渠を設置するとともに、美郷雪華の植栽を増やすこととした。
2022年現在、7品種、2万株が植栽されている。

## ラベンダーまつり
「ラベンダーまつり」として、毎年、6月中旬から7月上旬にかけて開園される。入場は無料で、期間中は午前9時から午後5時まで開園される。開園期間中は、ラベンダーアイスクリームや各種ラベンダー関連商品、地元特産品等の販売のほか、摘み取り体験（有料）などのイベントが催される。また、土曜日と日曜日にはラベンダー園を一周するバス「こぐまちゃん号」が運行される。
なお、ラベンダーまつりの開園時間は午前9時から午後5時までであるが、これは案内所や出店（でみせ）、摘み取り体験の開場時間であり、ラベンダー園の散策については、大台野公園内であるため時間外であっても可能である。
2020年及び2021年は新型コロナウイルス感染症の影響により、観覧は可能ではあるが、屋台の出店や摘み取り体験といったイベント開催を含んだラベンダー祭りは中止されていたが、2022年は新型コロナウイルス感染症が小康状態となったことから、従来どおりのラベンダーまつりが、6月18日から7月3日まで開催のはこびとなった。

## 美郷雪華
園内には、国内では美郷町ラベンダー園だけに見られる、「美郷雪華」という白色ラベンダーがある。
美郷雪華(みさとせっか)」誕生のきっかけは、平成 17 年 6 月まで遡り、美郷町ラベンダー園内の「さきがけ」という品種の一部に白っぽい花が見つかり、この白っぽい花に「挿し穂」という手法を用いて株の増殖を試みたところ、白色のラベンダーが花を咲かせ、 2 カ年にわたるその後の調査でも品種として安定していることが確認できました。
平成 23 年 3 月、公募の結果、この白色ラベンダーの名称を「美郷雪華」に決定し、同年 4 月、農林水産省に品種登録を申請。平成 25 年 2 月 12 日に新種登録が完了し、美郷町がラベンダーのオリジナル品種を保有することになりました。
品　種　名　美郷雪華(みさとせっか)
品種登録の番号　第 22259 号
品種登録年月日　平成 25 年 2 月 12 日

## 美郷雪華の商業利用
美郷町内の高橋酒造店が美郷雪華の花粉約2千検体から酵母を採取した結果、酒造好適酵母が発見され、秋田県食品総合研究センターの試験を経て、「純米吟醸美郷雪華」が醸造販売された。
現在、純米吟醸美郷雪華の酒粕が町内のお菓子や肉の下味付けに使われているほか、刈り取りした美郷雪華を真空低温抽出法により抽出されたラベンダーウォーターを原材料とし、ルームフレグランスを製造販売すなど美郷雪華の商業利用が進んでいる。

## 周辺環境
隣接してピクニック用の「芝生広場」や子供用遊具の備えられた「冒険広場」などがあり、グラウンドゴルフ場、パークマレットゴルフ場、全面芝のサッカー場からなる大台野広場となっている。

## アクセス
- 秋田自動車道

大曲IC→大曲西道路 和合IC→国道13号・大仙市道・美郷町道経由
ラベンダー園には電話がないので、電話検索による車載NAVIでは表示されないことがあるため、Googleによる地図検索等も有効。
- ラベンダー園紹介（秋田県美郷町）